# Nord Nature Environnement
 (janvier 2024).
Nord Nature est la fédération régionale des associations de protection de la nature du Nord-Pas-de-Calais puis des Hauts-de-France. C'est une association loi de 1901 indépendante des pouvoirs publics et de toute appartenance politique, qui rassemble à la fois des membres individuels et des associations (46 associations d'étude et de protection de la nature et de l'environnement œuvrant dans différentes communes ou sur des thèmes distincts, en 2016). Elle coordonne leurs actions et leur fournit information et conseils sur la préservation des espaces naturels, la sensibilisation les citoyens.
Elle adhère à la Maison régionale de l'environnement et des solidarités où elle a son siège. Elle était affiliée à France Nature Environnement jusqu'en 2019.

## Objectif
Ses objectifs sont de préserver la vie et la santé mais aussi les paysages; promouvoir la réduction des déchets, les technologies propres, la prévention des risques et agir pour un développement respectueux de l'environnement.

## Action
Nord Nature participe cependant à plus d'une centaine de commissions institutionnelles pour y représenter la voix de la préservation de la nature et des solutions écologiques. Elle soutient l'ensemble des projets développés par les associations qu'elle rassemble.
Elle informe et forme ses membres, réalise des expositions et stands, anime des conférences/débats et des journées de formations à l'éducation à l'environnement. Elle participe aux études sur les milieux naturels terrestres et aquatiques sur la faune et la flore. Défend et protège les oiseaux migrateurs, la faune sauvage et les sites naturels. Elle sensibilise, lors de forum sur l'énergie, sur les risques industriels.